# آدم تانر
آدم تانر (بالإنجليزية: Adam Tanner)‏ (25 أكتوبر 1973 في المملكة المتحدة - ) هو لاعب كرة قدم بريطاني في مركز الوسط. لعب مع إيبسويتش تاون وكولتشستر يونايتد ونادي بيتربورو يونايتد وكانفي آيلاند.

## وصلات خارجية
- آدم تانر على موقع قاعدة بيانات كرة القدم.إي يو (الإنجليزية)
- آدم تانر على موقع Soccerbase.com (لاعب) (الإنجليزية)
- آدم تانر على موقع عالم كرة القدم.نت (الإنجليزية)